# Kagadal, Parasgad
Kagadal là một làng thuộc tehsil Parasgad, huyện Belgaum, bang Karnataka, Ấn Độ.